# Санчугово
Санчугово — деревня в Селивановском районе Владимирской области России, входит в состав Малышевского сельского поселения.

## География
Деревня расположена в 9 км на восток от центра поселения села Малышево и в 24 км на юг от райцентра рабочего посёлка Красная Горбатка на автодороге 17Р-1 Владимир — Муром — Арзамас.

## История
Деревня впервые упоминается в окладных книгах 1676 года в составе Драчевского прихода, в ней тогда было 12 дворов крестьянских и 2 бобыльских.
В конце XIX — начале XX века деревня входила в состав Драчевской волости Меленковского уезда, с 1926 года — в составе Муромского уезда. В 1859 году в деревне числилось 23 двора, в 1905 году — 48 дворов, в 1926 году — 49 дворов.
С 1929 года деревня являлась центром Санчуговского сельсовета Селивановского района, с 1940 года — в составе Драчевского сельсовета, с 2005 года — в составе Малышевского сельского поселения.

## Население
| 1859 | 1905 | 1926 | 2002 | 2010 | 2021 |
| ---- | ---- | ---- | ---- | ---- | ---- |
| 177  | ↗245 | ↘227 | ↘22  | ↘6   | ↗27  |